# Sei mai stata sulla Luna?
Sei mai stata sulla Luna? è un film del 2015 diretto da Paolo Genovese. La pellicola ha per protagonisti Liz Solari, Raoul Bova e Neri Marcorè.

## Trama

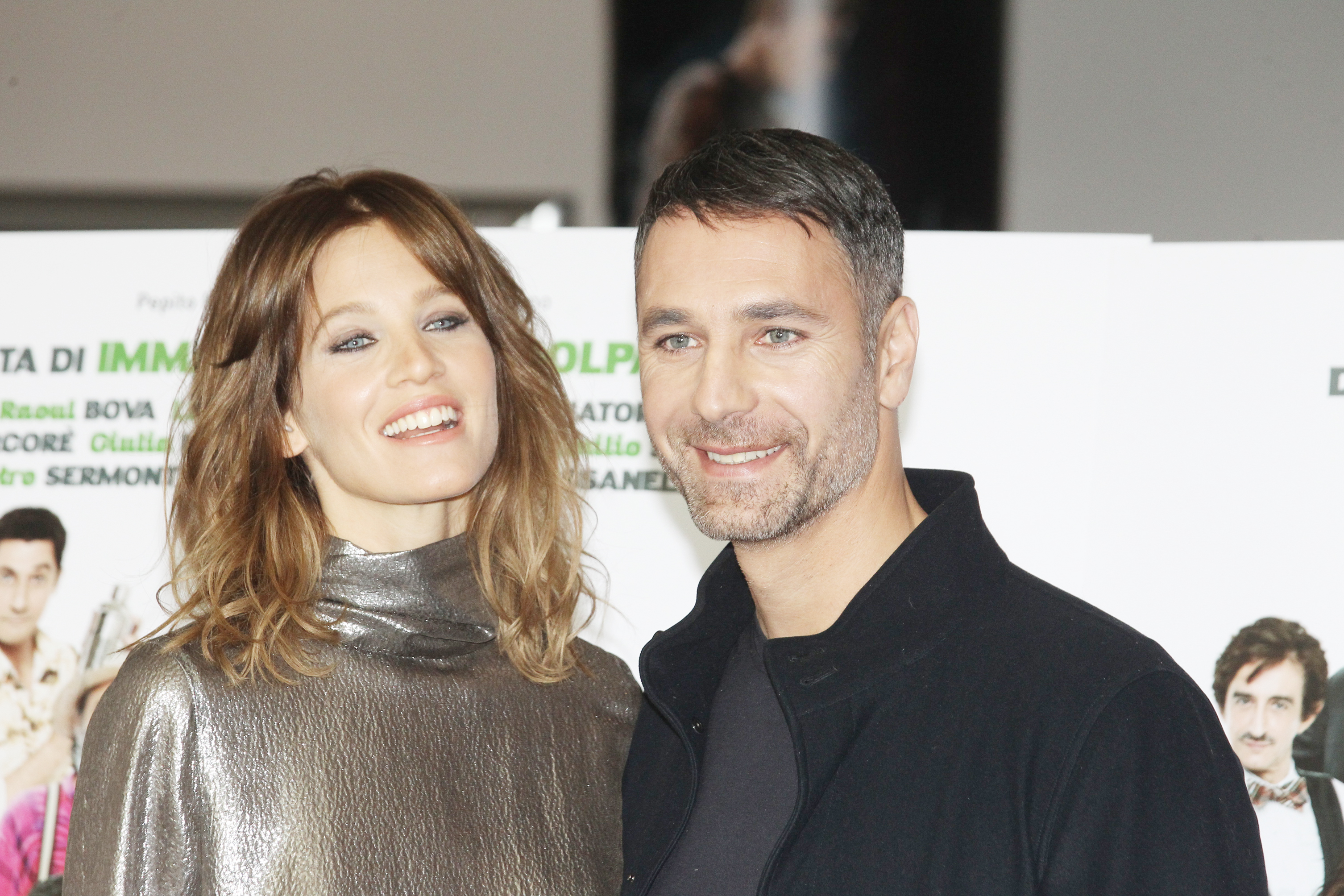
Da sinistra: i protagonisti Liz Solari e Raoul Bova nel gennaio 2015 durante la promozione del film.

Guia, giovane e bella donna italo-spagnola, dirige una famosa rivista di moda, lavoro che la porta a dividersi con successo tra il jet set di Milano e Parigi insieme alla fidata assistente Carola, fredda e ligia al lavoro, e al compagno Marco, ambizioso e opportunista. Cinica e snob, la vita di Guia prende una piega inaspettata quando si ritrova erede della vecchia e dimenticata masseria di famiglia in Puglia, dove da bambina aveva trascorso tante estati: qui vivono ancora Pino, cugino affetto da un ritardo mentale, e il fattore Renzo, tanto affascinante quanto burbero, il quale si occupa di crescere il figlio Toni oltreché di portare avanti l'azienda agricola.
Arrivata controvoglia nel Meridione perché decisa a liberarsi al più presto della tenuta, anche sfrattando Pino e Renzo senza troppi complimenti, onde tornare velocemente alla sua carriera, tuttavia col passare dei giorni Guia si rende conto che la sua patinata vita solo in apparenza riesce ad appagarla; infatti, lontana dal suo frenetico mondo, Guia finisce per apprezzare sempre più la semplice e sincera umanità del posto, fatta dal parroco Paolo, dai baristi-rivali Delfo e Felice, dalla romantica bancaria Mara alla costante ricerca dell'amore, dal risoluto contadino Oderzo, dal notaio Dino con la passione per la lingua latina, e da Rosario, il quale alterna il lavoro di macellaio a quello di agente immobiliare.
Di pari passo va il rapporto con Renzo, con cui Guia vive sul filo costante dell'amore-odio, anche per via della ritrosia dell'uomo verso la vita cittadina, e soprattutto per la poca sincerità circa la sua vita sentimentale; Guia entra invece presto in simpatia con Toni, figlio di Renzo, da cui la donna è vista sempre di più come una mamma. Lo stesso Toni rivela a Guia che suo padre Renzo, da tempo vedovo, frequenta in realtà Anita, la veterinaria del paese; una relazione che tenta di tenere segreta, invano, al figlio.
A questo punto Guia rimprovera Renzo per la sua ipocrisia ma gli fa capire di essere attratta da lui, e gli dice che vale la pena di tentare; dal canto suo, Renzo confessa che il suo atteggiamento verso Toni è dovuto essenzialmente a una paura folle di fargli conoscere Anita, poiché il figlio le si affezionerebbe certamente, ma una disgrazia potrebbe sempre arrivare a separarli. Dopodiché l'attrazione tra Guia e Renzo si fa più forte quando arrivano al paese anche Carola e Marco: la ragazza, ancor più velocemente di Guia, si lascia stregare dal luogo e delle avances di Delfo; il fidanzato, invece, rimane fedele a sé stesso, tanto da chiedere a Guia di sposarlo non per amore bensì per puri motivi di comodo.
Ormai conscia di ciò che desidera per la sua vita, Guia lascia Marco e viene a patti con Renzo, cercando un punto d'incontro che possa fare felici entrambi: la giovane donna può così tornare alla sua vera passione, la moda, trasferendosi a Parigi insieme all'uomo, da parte sua trasformatosi in un insolito contadino urbano.

## Distribuzione
Il film è uscito nelle sale italiane il 22 gennaio 2015, distribuito da 01 Distribution.

## Riconoscimenti
- 2015 - David di Donatello
  - Candidato per la Migliore canzone originale a Francesco De Gregori
- 2015 - Nastro d'argento
  - Migliore canzone originale (Sei mai stata sulla Luna?) a Francesco De Gregori